# Вальтер Келер
Вальтер Келер (нім. Walther Koehler; 2 вересня 1882, Зулау — 17 березня 1970, Дорстен) — німецький офіцер, контрадмірал крігсмаріне.

## Біографія
10 квітня 1901 року вступив у кайзерліхмаріне. З 15 жовтня 1913 року — навігаційний офіцер легкого крейсера «Лейпциг». Учасник Першої світової війни. 8 грудня 1914 року взятий в полон. В січні 1918 року інтернований в Нідерландах. 20 грудня 1918 року звільнений і відряджений до німецького військово-морського аташе в Гаазі. 16 жовтня 1919 року повернувся в Німеччину. Після демобілізації армії залишений в рейхсмаріне. 30 вересня 1932 року звільнений у відставку. З 1 квітня 1934 по 8 травня 1945 року — постійний експерт Вищого морського управління Берліна. 1 січня 1939 року переданий в розпорядження крігсмаріне. З 23 червня 1941 року — імперський комісар призового суду Берліна-Риги, одночасно з 1 листопада 1941 по 31 березня 1942 року — Південно-Східного Берліна, з 1 квітня 1942 року — Берліна. З 1 березня 1943 року — суддя призового суду Гамбурга. 31 грудня 1944 року звільнений у відставку. З 15 грудня 1950 по 30 вересня 1960 року — постійний експерт Вищого морського управління Гамбурга.

## Звання
- Морський кадет (10 квітня 1901)
- Фенріх-цур-зее (22 квітня 1902)
- Лейтенант-цур-зее (29 вересня 1904)
- Оберлейтенант-цур-зее (27 квітня 1907)
- Капітан-лейтенант (22 березня 1913)
- Корветтен-капітан (8 березня 1920)
- Фрегаттен-капітан (1 квітня 1927)
- Капітан-цур-зее (1 грудня 1928)
- Контрадмірал запасу (30 вересня 1932)
- Контрадмірал до розпорядження (1 квітня 1942)

## Нагороди
- Колоніальна медаль із застібкою «Німецька Східна Африка 1905/07»
- Залізний хрест
  - 2-го класу (25 листопада 1914)
  - 1-го класу (26 лютого 1918)
- Колоніальний знак
- Хрест «За вислугу років» (Пруссія) (25 років)
- Почесний хрест ветерана війни з мечами
- Пам'ятна військова медаль (Австрія) з мечами
- Пам'ятна військова медаль (Угорщина) з мечами
- Медаль за участь у Європейській війні (1915—1918) з мечами (Третє Болгарське царство)
- Почесний знак «За вірну службу» 1-го ступеня (40 років)
- Хрест Воєнних заслуг 2-го класу (30 січня 1942)
- Орден «За заслуги перед Федеративною Республікою Німеччина», офіцерський хрест (28 серпня 1959)